# Кјуан
Кјуан (久安) је јапанска ера (ненко) која је настала после Тенјо и пре Нинпеи ере. Временски је трајала од јула 1145. до јануара 1151. године и припадала је Хејан периоду. Владајући монарх био је цар Коное. Нова ера је именована због комете која се видела на небу седмог месеца Тенјо ере (25. јануара 1145)

## Важнији догађаји Кјуан ере
- 1145. (Кјуан 1, осми месец): Умире мајка бившег цара Сутокуа.[3]
- 1146. (Кјуан 2, други месец): Цар Коное посећује бившег цара Тобу.[3]
- 1146. (Кјуан 2, дванаести месец): Коное су прикључује слављу у част 58 рођендана регента Фуџиваре но Тадамичија.[4]
- 1148. (Кјуан 4, шести месец): Царска палата је изгорела у пожару.[5]
- 1150. (Кјуан 6, први месец): Коное се жени и као супругу бира ћерку даинагона Таире но Кијоморија по имену Фуџивара но Тококу, коју је одгајио садаиџин Фуџивара но Јоринага. Тококу постаје „когу“ (прва царица).[5]
- 1150. (Кјуан 6, трећи месец): Коное се опет жени али овог пута ћерком коју је одгајио Фуџивара но Тадамичи, један од царских регента. Она је била рођена ћерка даинагона Фуџиваре но Коремичија поставши удајом „чугјо“ (друга царица). Коное је био толико заљубљен у другу жену да је занемарио прву што је изазвало неслогу између Тадамичија и Јоринаге.[5]
- 1150. (Кјуан 6, дванаести месец): Минамото но Тадамичи који је држао титулу „сеишоа“ постаје уместо тога „даиџо даиџин“. Истог месеца Минамото но Јошикане постаје вођа Ашикага клана у провинцији Шимоцуке.[5]